# Golimumab
Golimumab (CNTO 148)  là một kháng thể đơn dòng của người được sử dụng làm thuốc ức chế miễn dịch và được bán trên thị trường dưới tên Simponi. Golimumab nhắm mục tiêu yếu tố hoại tử khối u alpha (TNF-alpha), một phân tử gây viêm  và do đó là một chất ức chế TNF. Giảm sâu mức độ protein phản ứng C (CRP), interleukin (IL) -6, các phân tử bám dính giữa các tế bào (ICAM) - 1, ma trận metallicoproteinase (MMP) -3 và yếu tố tăng trưởng nội mô mạch máu (VEGF) chứng tỏ golimumab các dấu hiệu viêm và chuyển hóa xương.
Golimumab được phát triển bởi Janssen Biotech, Inc. (trước đây là Centocor Biotech, Inc.) cũng là thị trường của sản phẩm tại Hoa Kỳ. Các công ty dược phẩm Janssen tiếp thị Simponi ở Canada, Trung và Nam Mỹ, Trung Đông, Châu Phi và Châu Á Thái Bình Dương. Tại Châu Âu, Nga và Thổ Nhĩ Kỳ, quyền phân phối Simponi được nắm giữ bởi Công ty Schering-Plough (Ireland), một công ty con của Merck & Co., Inc. Tại Nhật Bản, Indonesia và Đài Loan, quyền phân phối được nắm giữ bởi Tập đoàn Mitsubishi Tanabe Pharma.

## Phát triển
Golimumab liên kết với cả hai dạng TNFa hòa tan và xuyên màng. Kháng thể được phân lập từ một bản sao lai được tạo ra bởi những con chuột biến đổi gen được tiêm chủng TNFα ở người. Bản sao tiết golimumab đã được chọn sau khi được thử nghiệm cho các chuỗi nhẹ và nặng của con người và liên kết TNFα. Sản phẩm thương mại được sản xuất trong một dòng tế bào tái tổ hợp được nuôi cấy bằng cách tưới máu liên tục.

## Công dụng: Phê duyệt và chỉ định
Cơ quan y tế châu Âu (EMA) đã phê duyệt việc sử dụng golimumab như một phương pháp điều trị viêm khớp dạng thấp, viêm khớp vẩy nến và viêm cột sống dính khớp. Golimumab đã được Cơ quan Quản lý Thực phẩm và Dược phẩm Hoa Kỳ (FDA) cũng như Cơ quan Dược phẩm Châu Âu (EMA) phê duyệt để điều trị viêm loét đại tràng. Golimumab có thể được sử dụng thông qua tiêm dưới da tự tiêm hoặc tiêm tĩnh mạch.
Golimumab được chấp thuận ở Canada  và Hoa Kỳ  dưới dạng điều trị tiêm dưới da mỗi tháng một lần cho người lớn bị viêm khớp dạng thấp hoạt động vừa phải, viêm khớp vẩy nến và viêm cột sống dính khớp.

## Các thử nghiệm lâm sàng

### Viêm khớp dạng thấp
Các thử nghiệm đối chứng ngẫu nhiên lớn, mù đôi ở bệnh nhân viêm khớp dạng thấp đã chỉ ra rằng golimumab kết hợp với methotrexate có hiệu quả hơn so với methotrexate đơn thuần. Khi được chỉ định lâm sàng, golimumab được ước tính là một lựa chọn điều trị hiệu quả với chi phí vừa phải. Viện nghiên cứu sức khỏe và chăm sóc sức khỏe quốc gia (NICE) tuyên bố rằng điều trị bằng golimumab không được khuyến cáo cho bệnh nhân RA đã thất bại trong điều trị TNFi trước đó. Không giống như các phương pháp điều trị TNFi khác như adalimumab và certolizumab pegol, không có trường hợp nào được báo cáo về hội chứng giống lupus do thuốc (DILS).

### Viêm màng bồ đào
Có bằng chứng sơ bộ cho golimumab là một lựa chọn điều trị cho viêm mắt.